# 愛田真夕美
愛田 真夕美（あいだ まゆみ）は、長崎県佐世保市出身、佐世保市在住の漫画家。血液型はA型。

## 略歴
高校を卒業した1978年にデビュー。初掲載は同年の『花とゆめ』14号『はっぴい♥えんどストーリー』。その後は同誌に読み切り作品を発表。1979年の21・22号に『Oh!われら劣等生徒会』を連続掲載の後、1980年の2号から5号、11号から16号に同作を初連載した。1980年から1981年にかけて『とっておきのA❤B❤C❤』、1981年後半に『ドラねこ☆フーリング』、1982年には『ばいばいC-BOY』を連載し、明るいコメディタッチの作品を発表していった。そんな中、1981年に花とゆめ増刊号にてダークな作風の『マリオネット』を発表。第2作目となる『白い闇は聖女』から本誌掲載となり『猫の目』『鳶色の童話』とシリーズの読切を本誌で発表、1983年から1987年にかけての同シリーズの長期連載となった。
なお、シリーズ第1作となる作品は増刊号に掲載されたため「とっておきのABC 第1巻」の巻末に収録されている。のちに白泉社文庫で1巻の巻頭に収録、花とゆめコミックスには未収録であった同シリーズ最後の短編読み切りも第4巻に収録されている。
1990年代以降はレディースコミックやホラー系の漫画誌に活動の場を移し、『Silky』や『ハロウィン』を経て『まんがグリム童話』などでも作品を発表している。
2011年、東日本震災チャリティー合同本として『Love Gothic』のなかで『マリオネット』のスピンオフ作品を描いている。それを加筆、修正した作品がシリーズの商業誌での33年ぶりの新作として、2021年に『ホラーシルキー』Vol.9（白泉社）に主人公ダニエルの息子ニコルを狙う悪意を描いた「マリオネット 死神と操り人形」が掲載された。

## 主な作品
- Oh!われら劣等生徒会（白泉社 花とゆめコミックス、1980 - 1981年）
- とっておきのA♥B♥C（白泉社 花とゆめコミックス、1981年）
- ドラねこ★フーリング（白泉社 花とゆめコミックス、1982 - 1983年）
- マリオネット（白泉社 花とゆめコミックス、1983 - 1987年）
- ばいばいC-BOY（白泉社 花とゆめコミックス、1983年）
- 猫夜叉（白泉社レディースコミックス、1990年）
- コールナンバー“X”（白泉社レディースコミックス、1991 - 1992年）
- 眠れる魔女（白泉社レディースコミックス、1991年）
- 闇に消えた子守唄（白泉社レディースコミックス、1992年）
- 天女伝説（白泉社レディースコミックス、1992年）
- エクスタシーリップス（白泉社レディースコミックス、1993年）
- ベイビーウォーズ（秋田レディースコミックスデラックス、1995年）
- からくりお嬢様（朝日ソノラマ ハロウィン少女コミック館、1995年）
- 魔夜の赤い靴（朝日ソノラマ ハロウィン少女コミック館、1996年）